# Selenocosmia javanensis
Selenocosmia javanensis é uma espécie de aranha pertencente à família Theraphosidae (tarântulas).